# Kengzikou
Kengzikou (kinesiska: 坑仔口) är en köping i sydöstra Kina. Den ligger i Yongchun härad i staden Quanzhou i provinsen Fujian, omkring 150 kilometer sydväst om provinshuvudstaden Fuzhou. Antalet invånare är 15 568. Befolkningen består av 7 174 kvinnor och 8 394 män. Barn under 15 år utgör 15,0 %, vuxna 15-64 år 77 %, och äldre över 65 år 6,0 %.